# U-504
U-504 je bila nemška vojaška podmornica Kriegsmarine, ki je bila dejavna med drugo svetovno vojno.

## Zgodovina
Podmornica je bila potopljena 30. julija 1943 v Severnem Atlantiku v spopadu z britanskimi slopi HMS Kite (U 87), HMS Woodpecker (U 08), HMS Wren (U 28) in HMS Wild Goose (U 45); umrlo je 53 članov posadke.

## Poveljniki
| Poveljniki |                                    |              |                                 |
| Št.        | Čin                                | Ime          | Poveljstvo                      |
| 1.         | Kapitan korvete (Korvettenkapitän) | Fritz Poske  | 20. julij 1941 - 5. januar 1943 |
| 2.         | Kapitan korvete (Korvettenkapitän) | Wilhelm Luis | 6. januar - 30. julij 1943      |

## Tehnični podatki
| Kategorije                                    | Podatki                       |
| --------------------------------------------- | ----------------------------- |
| Teža (t): na površju pod površjem polna Teža  | 1.120 1.232 1.540             |
| Dolžina (m) - tlačni trup (m)                 | 76,76 - 58,75                 |
| Širina (m) - tlačni trup (m)                  | 6,76 - 4,4                    |
| Izpodriv (m)                                  | 4,7                           |
| Višina (m)                                    | 9,4                           |
| Moč (hp): na površju pod podvršjem            | 4.400 1.000                   |
| Hitrost (vozlov): na površju pod podvršjem    | 18,3 7,3                      |
| Doseg (milja/vozel): na površju pod podvršjem | 13.450/10 63/4                |
| Torpeda/Torpedne cevi                         | 22/6 (4 na premcu, 2 na krmi) |
| Krovni top (mm)                               | 105 (110 granat)              |
| Mine                                          | 44 TMA                        |
| Posadka                                       | 48-56                         |
| Maksimalni potop (m)                          | 230                           |